# Glypta exartemae
Glypta exartemae là một loài tò vò trong họ Ichneumonidae.